# Restauração (álbum de Renascer Praise)
Restauração é o 11º álbum do grupo de música gospel Renascer Praise intitulado Restauração. Foi gravado em São Paulo, no Estádio do Pacaembu, reunindo cerca de 50 mil pessoas no local. É disco de Platina, com mais de 150 mil cópias vendidas, o álbum ainda contou com um super coral de 8 mil vozes e 3 mil bailarinos.

## Faixas

### CD
1. Abertura
2. Povo Apostólico
3. Oração de Neemias
4. Todos na Paz do Senhor
5. Somos Teu Povo
6. Comunhão
7. Recebe Minha Adoração
8. Já Está Consumado
9. Lugares Altos
10. Jesus
11. Palavra Apostólica
12. Incomparável

### DVD
1. Promessa
2. Povo Apostólico
3. Oração de Neemias
4. Todos na Paz do Senhor
5. Somos Teu Povo
6. Comunhão
7. Recebe Minha Adoração
8. Já Está Consumado
9. Lugares Altos
10. Jesus
11. Palavra Apostólica
12. Incomparável
13. Liberdade
14. Recebo Este Poder
15. Só a Ti

## Extras
- Making-Of
- Imagens Aéreas
- Discografia
- Ficha Técnica